# Tolosa (Leyte)
Tolosa is een gemeente in de Filipijnse provincie Leyte op het eiland Leyte. Bij de laatste census in 2007 had de gemeente bijna 17 duizend inwoners.

## Geografie

### Bestuurlijke indeling
Tolosa is onderverdeeld in de volgende 15 barangays:
| - Burak - Canmogsay - Cantariwis - Capangihan - Doña Brigida - Imelda - Malbog - Olot | - Opong - Poblacion - Quilao - San Roque - San Vicente - Tanghas - Telegrafo |

## Demografie
Tolosa had bij de census van 2007 een inwoneraantal van 16.839 mensen. Dit zijn 2.300 mensen (15,8%) meer dan bij de vorige census van 2000. De gemiddelde jaarlijkse groei komt daarmee uit op 2,05%, hetgeen hoger is dan het landelijk jaarlijks gemiddelde over deze periode (2,04%). Vergeleken met de census van 1995 is het aantal mensen met 2.912 (20,9%) toegenomen.

De bevolkingsdichtheid van Tolosa was ten tijde van de laatste census, met 16.839 inwoners op 22,54 km², 747,1 mensen per km².

## Geboren in Tolosa
- Daniel Romualdez (1 september 1907), politicus en diplomaat (overleden 1965).
- Eduardo Romualdez (22 november 1909), topman, minister en diplomaat (overleden 2001).